# Casper's Griezelschool (film)
Casper's Griezelschool (originele titel Casper's Scare School) is een Amerikaanse computeranimatiefilm uit 2006, gebaseerd op het personage Casper het vriendelijke spookje. De film debuteerde als televisiefilm op Cartoon Network op 20 oktober 2006. De film is in Nederland uitgezonden op Jetix, en in België op Ketnet.

## Verhaal
De film begint in het plaatsje Daadstad (Deedstown), waar Casper en zijn drie ooms zich hebben gevestigd in een oud huis. Zijn ooms brengen hun tijd door met het bangmaken van mensen, maar Casper is nog altijd zijn vriendelijke zelf. Hij wordt zelfs vrienden met een jongen genaamd Jimmy.
Wanneer Kibosh, de leider van de spoken, ontdekt dat Casper nog altijd niet is veranderd, besluit hij hem naar de Griezelschool te sturen; een opleidingsinstituut in de onderwereld waar jonge monsters de kunst van het mensen (vlezigen zoals zij hen noemen) bang te maken wordt bijgebracht. Op de school is Casper al snel een buitenbeentje, en doelwit van de vampier Thatch. Wel wordt hij vrienden met de mummie Ra en de zombie Mantha.
Al snel ontdekt Casper een plot van het tweekoppige schoolhoofd, Alder en Dash, om zich van Kibosh te ontdoen en de macht te grijpen in niet alleen de onderwereld maar ook de bovenwereld. Ze hebben een formule gevonden om mensen en monsters te verstenen. Samen met Mantha en Ra probeert Casper dit te voorkomen.

## Karakters
Voor de karakters, zie: Casper's Griezelschool (serie).

## Cast
| Acteur                   | Personage                  |
| ------------------------ | -------------------------- |
| Devon Werkheiser         | Casper                     |
| Kendre Berry             | Ra                         |
| Christy Carlson Romano   | Mantha                     |
| Kevin Michael Richardson | Kibosh                     |
| Brett DelBuono           | Jimmy                      |
| James Belushi            | Alder                      |
| Bob Saget                | Dash                       |
| Matthew Underwood        | Thatch                     |
| Dan Castellaneta         | Stretch                    |
| John Di Maggio           | Stinky / Frankengymteacher |
| Billy West               | Fatso / Figurehead         |

## Cast (Nederlands/Vlaams)
- Casper - Sander Pieterse
- Mantha - Robin Virginie
- Ra - Maikel Nieuwenhuis
- Jimmy - ?
- Thatch - Maarten Smeele
- Alder - Reinder van der Naalt
- Dash - ?
- Kibosh - Louis van Beek
- Mr. Brandwacht - ?
- Frankensteinleraar - Timo Bakker
- Moskop - ?
- Cappy - ?
- Glibber - ?
- Harpy - ?
- Wolfie - ?

## Spin-offs
- In 2008 verscheen het computerspel Casper's Scare School, gebaseerd op de film.
- In 2009 kreeg de film een spin-off in de vorm van de gelijknamige animatieserie.